# 佐藤誠 (医学者)
佐藤 誠（さとう まこと）は、日本の医師・研究者。専門は、呼吸器内科学、睡眠医学。医学博士。
新潟大学医学部卒業後、ウィスコンシン大学留学、上越教育大学生活健康系講座教授，筑波大学大学院 人間総合科学研究科（臨床医学系）教授などを経て、現在，筑波大学国際統合睡眠医科学研究機構名誉教授，及び，守谷いびき・無呼吸センター長。